# Samognat
Samognat település Franciaországban, Ain megyében. Lakosainak száma 645 fő (2022. január 1.). Samognat Dortan, Géovreisset, Izernore, Matafelon-Granges, Oyonnax és Thoirette-Coisia községekkel határos.

## Népesség
A település népessége az elmúlt években az alábbi módon változott:
| Lakosok száma | 119  | 238  | 285  | 627  | 677  | 660  | 653  | 656  | 654  | 645  |
|               | 1968 | 1982 | 1990 | 2006 | 2013 | 2015 | 2017 | 2019 | 2020 | 2022 |